# Seznam rektorů Vysoké vojenské školy pozemního vojska ve Vyškově
Toto je chronologický seznam rektorů Vysoké vojenské školy pozemního vojska ve Vyškově, která existovala v letech 1972 až 2004, kdy byla sloučena do nově vzniklé Univerzity obrany. Do roku 1991 velel škole jmenovaný náčelník, od roku 1991 byl rektor volen akademickým senátem.

## Seznam velitelů
Náčelníci
1. Jozef Jurík (1972–1976)[1]
2. Václav Roučka (1976–1981)[1]
3. Zdeněk Havala (1981–1990)[1]
4. Jiří Šrámek (1990–1991)[1]

Rektoři
1. Kamil Kollert (1. února 1991 – 31. ledna 1994)[2]
2. Lubomír Odehnal (1. února 1994 – 31. ledna 1997)[2]
3. Ignác Hoza (1. února 1997 – 31. ledna 2003)[2]
4. Rudolf Urban (1. února 2003 – 31. srpna 2004)[2]